# Thomas C. Waskow

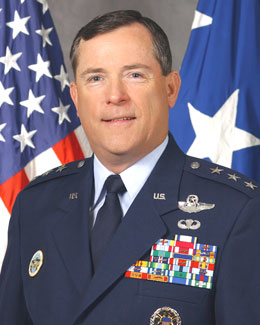
Thomas C. Waskow

Thomas C. Waskow (* 24. November 1947 in Washington, D.C.) ist ein pensionierter Generalleutnant der United States Air Force. Er war unter anderem Kommandeur der United States Forces Japan und der 5. Luftflotte.
Im Jahr 1970 absolvierte er die United States Air Force Academy in Colorado Springs. Nach seiner Graduation wurde er als Leutnant in das Offizierskorps der Air Force aufgenommen. In der Folge durchlief er alle Offiziersgrade vom Leutnant bis zum Drei-Sterne-General.
Im Lauf seiner militärischen Karriere absolvierte er verschiedene Kurse und Schulungen. Dazu gehörten unter anderem eine Ausbildung zum Kampfpiloten und weitere Fortbildungskurse als Pilot neuer Flugzeugtypen; das Air War College auf der Maxwell Air Force Base in Alabama; das National War College in Fort Lesley J. McNair, Washington, D.C. und das Seminar XXI, Foreign Political and International Relations am Massachusetts Institute of Technology (MIT). Außerdem erhielt er akademische Grade von der Central Michigan University und der Harvard University.
In seinen frühen Jahren als Offizier der Luftwaffe war er an verschiedenen Stützpunkten in den Vereinigten Staaten stationiert. Dabei war er als Pilot, Flugausbilder oder Stabsoffizier bei unterschiedlichen Einheiten tätig. Dazwischen absolvierte er die erwähnten Schulungen. Zwischen November 1971 und Dezember 1972 war er mit der 21st Tactical Air Support Squadron im Vietnamkrieg eingesetzt. Eine weitere, wenn auch friedliche, Auslandsversetzung führte ihn zwischen April 1979 und Juli 1982 nach Deutschland. Auf der Bitburg Air Base war er unter anderem Ausbildungspilot und Stabsoffizier bei der 525th Tactical Fighter Squadron.
Nach zwischenzeitlichen anderen Verwendungen kommandierte Thomas Waskow zwischen Juni 1984 und Juli 1986 auf der Luke Air Force Base in Arizona die 550th Tactical Fighter Squadron. Danach absolvierte er bis zum Juni 1987 das National War College. Daran schloss sich eine Versetzung zum Stab der Joint Chiefs of Staff in Washington, D.C. an. Dort gehörte Waskow zwischen Juni 1987 und Juli 1989 deren Stabsabteilung J5 für Planungen an. Es folgte eine Versetzung zur Kadena Air Base in Japan. Dort war er zwischen Juli 1989 und Juli 1990 stellvertretender Kommandeur des 18. Taktischen Geschwaders (18th Tactical Fighter Wing). Danach verblieb er noch bis zum Juni 1992 in Japan. Auf der Yokota Air Base leitete er die Stabsabteilung für Operationen der 5. Luftflotte (5th Air Force).
Es folgte eine Versetzung nach Belgien, wo er zwischen Juni 1992 und August 1994 in verschiedenen Funktionen dem Stab des NATO-Hauptquartiers angehörte. Anschließend kehrte er zur Maxwell AFB in Alabama zurück, wo er das Kommando über das 42. Geschwader (42nd Air Base Wing) übernahm das er zwischen August 1994 und Mai 1996 innehatte. Als Nächstes wurde er nach Neapel in Italien versetzt. Dort war er bis August 1998 Stabschef der NATO-Luftstreitkräfte für Südeuropa (Chief of Staff, Headquarters Allied Air Forces Southern Europe, Naples).
Nach dem Ende dieser Mission wurde er nach Guam versetzt. Am 20. August 1998 übernahm er dort als Nachfolger von John R. Dallager das Kommando über die 13. Luftflotte, das er bis Mai 1999 behielt als er von Daniel M. Dick abgelöst wurde. Es folgte eine Versetzung zur Hickham Air Force Base auf Hawaii. Dort gehörte er bis zum November 2001 als Director of Air and Space Operations dem Stab des Hauptquartiers der Pacific Air Forces an.
Daran schloss sich eine Rückkehr nach Japan an. Auf der Yokota Air Base übernahm er am 19. November 2001 als Nachfolger von Paul V. Hester den Oberbefehl über die United States Forces Japan und die 5. Luftflotte. Diese beiden Kommandostellen bekleidete er bis zum 10. Februar 2005 als Bruce A. Wright seine Nachfolge antrat. Anschließend schied er aus dem aktiven Militärdienst aus.
Während seiner aktiven Zeit als Militärpilot absolvierte er über 4700 Flugstunden auf verschiedenen Flugzeugtypen.

## Daten der Beförderungen
| Abzeichen | Rang               | Jahr              |
| --------- | ------------------ | ----------------- |
|           | Second Lieutenant  | 3. Juni 1970      |
|           | First Lieutenant   | 3. Dezember 1971  |
|           | Captain            | 3. Dezember 1973  |
|           | Major              | 1. September 1979 |
|           | Lieutenant Colonel | 1. Dezember 1982  |
|           | Colonel            | 1. Mai 1988       |
|           | Brigadier General  | 15. Juli 1994     |
|           | Major General      | 1. Juli 1997      |
|           | Lieutenant General | 1. Dezember 2001  |

## Orden und Auszeichnungen
Thomas Waskow erhielt im Lauf seiner militärischen Laufbahn unter anderem folgende Auszeichnungen:
- Defense Distinguished Service Medal
- Air Force Distinguished Service Medal
- Defense Superior Service Medal
- Legion of Merit
- Distinguished Flying Cross
- Defense Meritorious Service Medal
- Meritorious Service Medal
- Air Medal
- Army Commendation Medal
- Presidential Unit Citation
- Vietnam Service Medal
- Gallantry Cross (Südvietnam)
- Vietnam Campaign Medal (Südvietnam)
- NATO-Medaille